# میساکو آندو
میساکو آندو (انگلیسی: Misako Ando؛ زادهٔ ۲۱ مارس ۱۹۷۱) بازیکن سافت‌بال اهل ژاپن است.